# كليك (فلم)
كليك (بالإنجليزية: Click) هو فيلم أمريكي كوميدي وخيال علمي للمخرج فرانك كوراكي وكتبه ستيف كورين ومارك وكيف. كليك يحكي قصة مايكل نيومان (آدم ساندلر)، وهو مهندس يعمل فوق طاقته في وظيفته بسبب رئيسه في العمل. يحصل على حاكوم (ريموت) من مهندس غريب الاطوار اسمه مورتي (كريستوفر واكن)، ويكتشف انه يمكنه باستخدام أداة التحكم (الريموت) للسيطرة على الكون من حوله. بدأ التصوير في أواخر عام 2005 وانتهى في أوائل عام 2006. وكان عرض الفيلم في أمريكا الشمالية في 23 يونيو 2006 من قبل شركة أفلام كولومبيا. ورشح الفيلم لجائزة الأوسكار لأفضل ماكياج.

## القصة
- مايكل نيومان (آدم ساندلر) مهندس معماري متزوج لفترة طويلة من دونا (كيت بيكينسيل) ولهما طفلين بين وسمانثا. ويتم الضغط على مايكل من رئيسه السيد أمر (ديفيد هاسلهوف) في مناسبات عديدة ولذلك يضحي مايكل بوقت عائلته للعمل لمنحهم كلمايردون ولذي فقده عندما كان صغيرا.

وفي ليلة واحدة يفقد مايكل أعصابه في كمية من أدوات التحكم في البيت، ويذهب بحثا عن أداة تحكم في حمام الغرفة ولكنه لم يجده فينهار وينام، ويستيقظ على وجود علامة «خارجها» هناك، يلتقي بكاتب غامض يدعى مورتي (كريستوفر واكن)، الذين يعطيه أداة تحكم غريبة من نوعها وحذره أنها يمكن أن لاتعيد أبدا إلى الوراء.

أداة التحكم الخاصة بالكون

- ولكن مايكل يستخذمها ويندهش بقدرتها على توقيف الكون والرجوع إلى البداية فيتجنب بها معارك كلامية مع زوجته دونا وكذلك التخلص من عشاء المنزل للبقاء في العمل، وفي وقت لاحق مورتي يكشف لمايكل بتقديمه إلى المستقبل ويريه أنا عقله يتطور جيدا بينما جسمه أصبح كبيرا وسمينا وذلك بفل العمل.
- بعد محاولات لتدمير شركة أمر يتمنى مايكل أن يصبخ هو الرئيس التنفيذي عام 2007 ويحرك جهاز التحكم فياخذه إلى 2017. مايكل هو الآن المدير التنفيذي، ولكنه سمين، يعيش وحده، اطفاله أصبحوا مراهقين ويكرهونه وقد تطلق من دونا. مايكل يزور منزله القديم فيهجك عليه كلبه ويضرب رأسه. وبعد الدروس والعبر يأخذه مورتي إلى ست سنوات إلى المستقبل ويريه أنه لم يمكن صحيا في يوم واحد من تلك السنوات المستقبلية وأراه كيف أن

دونا تزوجت من بعده مدرب بن القديم للسباحة واسمه بيل.
- وبعد أخذ ورد يطلب مايكل من مورتي أخذه إلى وقت مناسب في المستقبل ويأخذه لعرس ابنه بن وفي وسط لعرس يسمع مايكل ابنته سامانثا تقول لبيل أبي ويتسبب ذلك في صدمة قلبية ومورتي يقول له أنه اختار طريقه بنفسه وليس هناك شيء يمكنه القيام به حيال ذلك. عائلة مايكل تصل إلى المستشفى وبن يقول أنه قطع شهر العسل لزيارة والده في المستشفى ولكنه قرر أنه يجب مواصلة العمل ولايريد أن يحصل له نفس أخطاء أبيه ولكن مايكل يندفع إليه والممرضات تمنعانه ويتجاهل وصايا مورتي بإنه سيموت إذا لم يكن موصلا بألات المستشفى، مايكل يصل ويقنع عائلته وعائلة بن أن تأتي أولا، وأنه يطمئن بقيتهم أنه يحبهم وثم يمر بعيدا.

وبعدها يأتي وميض أبيض، ومايكل يستيقظ في الوقت الحاضر على السرير ويتذكر ماحدث له ويفهم أنه أعطي له فرصة أو أن الأحداث كان جميعها أحلام.وبعد ذلك يطمئن دونا، بن، وسامانثا من أن حبه لهم كبير وأنه لن يضحي بهم للعمل مرة أخرى. ويتلقى مايكل مذكرة من مورتي ويبتسم ويلقي بها في سلة المهملات ويذهب لبدء حياته الجديدة مع عائلته.

## الشخصيات
- آدم ساندلر - مايكل نيومان
- كيت بيكينسل - دونا نيومان
- كريستوفر واكن - مورتي
- دافيد هايسلهوف - جون أمر
- هنري ونكلر - والد مايكل
- جولي كافنر - والدة مايكل
- شون أستين - زوج دونا الجديد
- جينيفر كوليدج -جانين، صديقة دونا المفضلة
- جوزيف كاستانون - ابن مايكل بن وعمره 7 سنوات
- تاتم ماكاكان - ابنة مايكل سامانثا ومرها 5 سنوات
- جونا هيل - بن وعمره 17 سنة
- لورين نيكلسون - سامانثا وعمرها 15 سنة
- جاك هوفمان - بن وعمره 30 سنة
- كايتي كاسيدي - سامانثا وعمرها 28 سنة
- كاميرون موناجان - كيفين أديول صديق بن المفضل
- راشيل دارتش - أليس/ألن
- صوفي مونك - ستايسي
- ميشيل لومباردو - ليندا
- إليوت شو - بينغ وو
- تيري كروس - الرجل المغني في السيارة
- جيمس ايرل جونز - الراوي
- روب شنايدر - أمير هابيوبو

## الإستقبال النقدي
- الطماطم الفاسدة أعطي الفيلم درجة 32 ٪ على أساس 164 استعراض، وإعطاء فيلم التصنيف متوسط الدرجة هو من أصل 4,8 من 10، مع الإجماع العام أن "آخر سيارة آدم ساندلر تقترض دون خجل من انها حياة رائعة والعودة إلى المستقبل جميل جدا، أعطى ميتاكريتيك درجة 45 من أصل 100 مما يشير إلى أنها ردود فعل متباينة أو متوسطة.

## شباك التذاكر
- بتاريخ 3 يونيو 2007، حقق الفيلم 137.355.633 $ في الولايات المتحدة و100.325.666 $ دوليا، مع الإجمالي 237.681.299 $ في جميع أنحاء العالم.

## الجوائز والترشيحات
- جائزة الأوسكار لأفضل ماكياج
- جوائز اختيار الشعب ل33.كوميديا الفيلم المفضلة (فاز بها).
- جائزة اختيار الأطفال.الفيلم المفضل (فاز بها).
- جائزة اختيار الأطفال.ممثل الفيلم المفضل (فاز بها)

## وصلات خارجية
- مقالات تستعمل روابط فنية بلا صلة مع ويكي بيانات